# Maria Riva
Maria Elisabeth Riva je njemačka glumica, spisateljica i aktivistica. Radila je na televiziji 1950 -ih. Kći je glumice Marlene Dietrich, o kojoj je 1992. objavila memoare.